# عجلان واخوانه (شركة)
تعتبر شركة عجلان وإخوانه من الشركات الصناعية التجارية الرائدة والعريقة التي تعمل في مجال تصنيع المنسوجات والملابس، وتميزت الشركة  بما صنعته لنفسها من تاريخ وموروث لتصبح علامة فارقة تعني  الجودةً والفخامة و الأصالة، مما رسخ وجودها انطلاقا من مركزها الرئيسي بالمملكة العربية السعودية منذ تأسيسها سنة 1979 بمدينة الرياض.
تم تعيين عجلان العجلان رئيساً لغرفة التجارة والصناعة بالرياض في عام 2018م. هو رجل أعمال سعودي، عمل منذ تأسيس شركة عجلان وإخوانه عام 1979م على توفير كل فرص وسبل النجاح والتطور والاستمرارية في عدة مجالات، منذ أن كانت تعمل محلياً في تجارة التجزئة إلى أن توسعت دوائرها الإنتاجية، لتشمل الصناعات التحويلية في مجال المنسوجات والملابس، بما يلبي رغبات العملاء المستفيدين من كل الأعمار. وليمتد حضورها القوي في أكثر من 25 دولة منتشرة في أرجاء العالم، مع التركيز على منطقة الخليج العربي والشرق الأوسط و شمال افريقيا.

## التأسيس
تم تأسيس شركة عجلان وإخوانه للمنسوجات عام 1979 كشركة تابعة لمجموعة عجلان وإخوانه القابضة، وتم دمجها كشراكة في عام 1994. وأصبحت شركة مساهمة مغلقة في عام 2005.

## أنشطة الشركة
تشتهر شركة عجلان وإخوانه بأغطية الرأس الرجالية، مثل الشماغ والغترة، والأقمشة الجاهزة (الفساتين والملابس الداخلية). وتصنع الشركة معظم منتجاتها في مصانعها الخاصة والتي يتم بيعها لاحقا إلى تجار الجملة والتجزئة في المملكة العربية السعودية والإمارات العربية المتحدة والبحرين وقطر والكويت . تمتلك الشركة شبكة مبيعات خاصة بها، ويقوم الموزعون والوكلاء في المملكة العربية السعودية ببيع المنتجات إلى اليمن وسوريا والأردن وليبيا ومصر.
كما تتوفر الشركة على متجر إلكتوني لبيع منتجاتها يوفر وسائل دفع مخلتفة تناسب كل الزبناء.
بالإضافة إلى امتلاك الشركة أكثر من 40 فرعا 200 نقطة بيع بالجملة داخل المملكة العربية السعودية ودول الخليج العربي.

### المنتجات والعلامات التجارية
تعمل شركة عجلان وإخوانه على تصنيع وتوزيع مجموعة واسعة من المنتجات والمنسوجات في قطاع الملابس ذات الطابع التقليدي حيث تتبع لها عدة علامات تجارية رسخت قيمتها لدى العملاء بما تقدمه من منتجات ذات جودة عالية وتصاميم مميزة تناسب جميع الفئات العمرية وتشمل منتجات الشركة الملابس الداخلية والأشمغة، والغتر،والأثواب وغيرها من المنتجات التي تلبي احتياجات العملاء. ومن أبرز علاماتها التجارية: دروش، دروش V، شماغ بروجيه، شماغ العجلان، غترة عبد اللطيف عبد الحميد العطار، بايونير، السامي، ميباج، الجنادرية، البتيستا، وغيرها.
تتوفر شركة العجلان على ترخيص لاستخدام مجموعة من العلامات تجارية في المملكة العربية السعودية وغيرها من دول الخليج والبلاد العربية التي تجعل من منتجات الشماغ والغترة مكونا رئيسا في أزيائها، ومن هذه المنتجات: فيراري (يشماغ وغترة)، مازيراتي (يشماغ وغترة)، أستون مارتن (يشماغ وغترة)، بوغاتي (يشماغ وغترة)، لامبورغيني (يشماغ وغترة)، ميسوني (يشماغ وغترة)، ميسوني (يشماغ وغترة)، غترة)، فيض (يشماغ وغترة)، فيرساتشي (يشماغ وغترة).

## مجلس الإدارة
- الشيخ عجلان بن عبد العزيز العجلان، رئيس مجلس الإدارة (1979 – حتى الآن)
- الشيخ سعد بن عبد العزيز العجلان، نائب رئيس مجلس الإدارة رحمه الله (1981)
- الشيخ محمد بن عبد العزيز العجلان نائب رئيس مجلس الإدارة (1981 – حتى الآن)
- الشيخ فهد بن عبد العزيز العجلان نائب المدير العام (1991 – حتى الآن)